# Peugeot (autoblindo)
Le autoblindo Peugeot modèle 1914 entrarono in servizio nella prima guerra mondiale e rappresentavano una delle prime generazioni di auto blindate. Si trattava semplicemente di automobili blindate nel vero e proprio senso della parola, in quanto non erano altro che veicoli commerciali Peugeot coperti da pannelli d'acciaio.

## Sviluppo
Le autoblindo Peugeot furono rapidamente sviluppate dall'Armée de terre nel 1914 di fronte alla rapida avanzata delle truppe tedesche. I veicoli vennero improvvisati su telai di autocarri commerciali esistenti, in maniera non standardizzata e, una volta entrati in servizio, andarono incontro a una rapida serie di modifiche, basate sulle prime esperienze sul campo. L'impostazione ricalcava quella delle autoblindo dell'epoca, come la Rolls-Royce, più o meno blindate, con una sgraziata torretta monoposto sulla sommità dello scafo.
Il modello Peugeot Mle 1914 AC (per "Auto-Canon", autocannone) era armato con un cannone Schneider 37 mm Mle 1930, montato su un piedistallo rotante, su telaio Peugeot 18CV. Venne prodotta in oltre 150 esemplari. Le prime serie, chiamate AC-1, avevano una piattaforma completamente aperta, sulla quale brandeggiava il pezzo, dotato di scudatura curva. La versione successiva, AC-2, era dotata di una vera torretta rotante, un vano di combattimento a cielo aperto mentre il vano motore, le fiancate e il vano guida erano corazzati, con piastre in ferro da 5,5 mm. La blindatura fu progettata dal capitano Reynaud. L'equipaggio, solitamente costituito da conduttore, capocarro, cannoniere e servente, accedeva attraverso un portello posteriore e dai portelli laterali del vano guida. Per compensare il peso della blindatura le ruote posteriori erano gemellate. Il conduttore nel compartimento di guida disponeva di due feritoie, mentre il vano di combattimento era a volte dotato di piccoli portelli.
Un altro modello, basato sul telaio Peugeot 20CV, era la Peugeot AM modèle E1 (per “automitrailleuse”), generalmente equipaggiata con una mitragliatrice Hotchkiss Mle 1914. Fu costruita in 120 esemplari.
I due modelli erano molto simili e molte componenti erano intercambiabili. A partire dai primi del 1915, vennero genericamente indicate come Automitrailleuse Peugeot.

## Impiego operativo
A partire da agosto 1914, alcune unità di cavalleria francese furono equipaggiate con la AM Peugeot. Nelle prime fasi di guerra di movimento riuscirono a esprimere il massimo del loro potenziale nel supporto alla fanteria e nelle incursioni dietro le linee nemiche, ma già dal 1915, con la stabilizzazione del fronte, questi mezzi mostrarono i propri limiti: le ridotte capacità fuori-strada relegarono le autoblindo al pattugliamento degli assi viari principali e al supporto di fuoco dove necessario. Quando si tornò alla guerra di movimento, nel 1918, erano sopravvissuti solo 23 esemplari, poiché la produzione era stata interrotta già dal 1915 e non erano stati approntati rimpiazzi.
Nel dopoguerra, il governo polacco, preoccupato dai rapporti con il vicino russo, ottenne dalla Francia 18 Peugeot AM, consegnate nell'agosto 1920 insieme a parti di ricambio. Tuttavia i mezzi giunsero via navi a settembre-novembre dello stesso anno, troppo tardi per influenzare le sorti del conflitto sovietico-polacco. Queste autoblindo differivano dalle francesi nella parte posteriore delle scafo, caratterizzato da fiancate angolate invece che squadrate e per questo definite Peugeot Mle 1918. Inizialmente vennero assegnate a una unità blindata costituita ad hoc presso Poznań, poi vennero suddivise tra 1º e 2º Plotone autoblindo e frequentemente riorganizzate negli anni venti. Nei primi anni trenta furono sottoposte a revisione presso le officine CWS, ricevendo un cambio irrobustito. Sostituite dalle autoblindo semicingolate Samochód pancerny wz. 28, nel 1931 furono trasferite alle forze di polizia. Tre esemplari erano ancora in servizio il 1 settembre 1939 in Alta Slesia, entrando in azione contro l'invasore tedesco.
Quattro autoblindo vennero cedute dalla Francia al Regno di Serbia e poi riutilizzate dal Regno di Jugoslavia.